# Блоссфельдия
Блоссфельдия (лат. Blossfeldia) — род растений семейства Кактусовые (Cactaceae) из Южной Америки.

## Название
Род назван в честь Гарри Блоссфельда — ботаника, путешественника, коллекционера кактусов.

## Биологическое описание
Стебель шаровидный, часто приплюснутый, 1-3 см в диаметре. Обильно деткуется. Рёбра или бугорки отсутствуют. Ареолы шерстистые, без колючек. Цветки появляются на самой макушке, а само цветение продолжается 2-5 дней. Цветки белые, воронковидные, 0,7-0,9 см в диаметре. Корень реповидный.

## Распространение и экология
Ареал рода — Западная Боливия и Южная Аргентина. Растения встречаются на восточных склонах Анд, на значительной высоте, в местах с сильно варьирующей температурой и влажностью (зачастую близ водопадов).

## Значение и применение
Блоссфельдии представляют интерес с точки зрения коллекционирования, однако в коллекциях довольно редки.

## Выращивание в культуре
В культуре обычно содержатся на подвое (перескиопсис, с последующей перепрививкой на гилоцереусы или трихоцереусы).
Корнесобственная культура требует специальных знаний и тщательного соблюдения условий содержания. Состав грунта: листовой перегной — 20 %, дерновая земля — 40 %, крупнозернистый песок, гравийная и кирпичная крошка — 40 %; рН около 5,8. Выращивание взрослых растений из семян, а тем более цветение на своих корнях является уделом профессионалов. Блоссфельдии относятся к культурам, требующим яровизации семян. Летом требуют притенения, в жару рекомендуется опрыскивание. Зимний режим почти сухой, при температуре 10—12 °С.

## Классификация
В настоящее время установилось мнение о том, что отличия между всеми описанными ранее видами несущественны, и род является монотипным.
Таксономические связи рода пока не до конца определены. Морфологическое сходство между строением семян Blossfeldia liliputana Werd. и Parodia microsperma F.A.C.Weber (Spegazzini) способствовали включению рода в трибу Нотокактусовые. Генетические исследования позволяют также выделить для рода особую трибу Blossfeldeae.

### Виды
Единственный вид:
- Blossfeldia liliputana Werderm. (1937) typus[6] — Блоссфельдия крошечная
  - [syn.  Blossfeldia atroviridis F.Ritter (1965)]
  - [syn.  Blossfeldia campaniflora Backeb. (1969)]
  - [syn.  Blossfeldia fechseri Backeb. (1962)]
  - [syn.  Blossfeldia minima F.Ritter (1980)]
  - [syn.  Blossfeldia pedicellata F.Ritter (1965)]